# دنیل لاوری
دنیل لاوری (انگلیسی: Danielle Lawrie؛ زادهٔ ۱۱ آوریل ۱۹۸۷) بازیکن سافت‌بال اهل کانادا است.
وی در مسابقات کشوری و بین‌المللی در مجموع برندهٔ ۲ مدال نقره، ۳ مدال برنز شده‌است.